# Ecossistema marinho

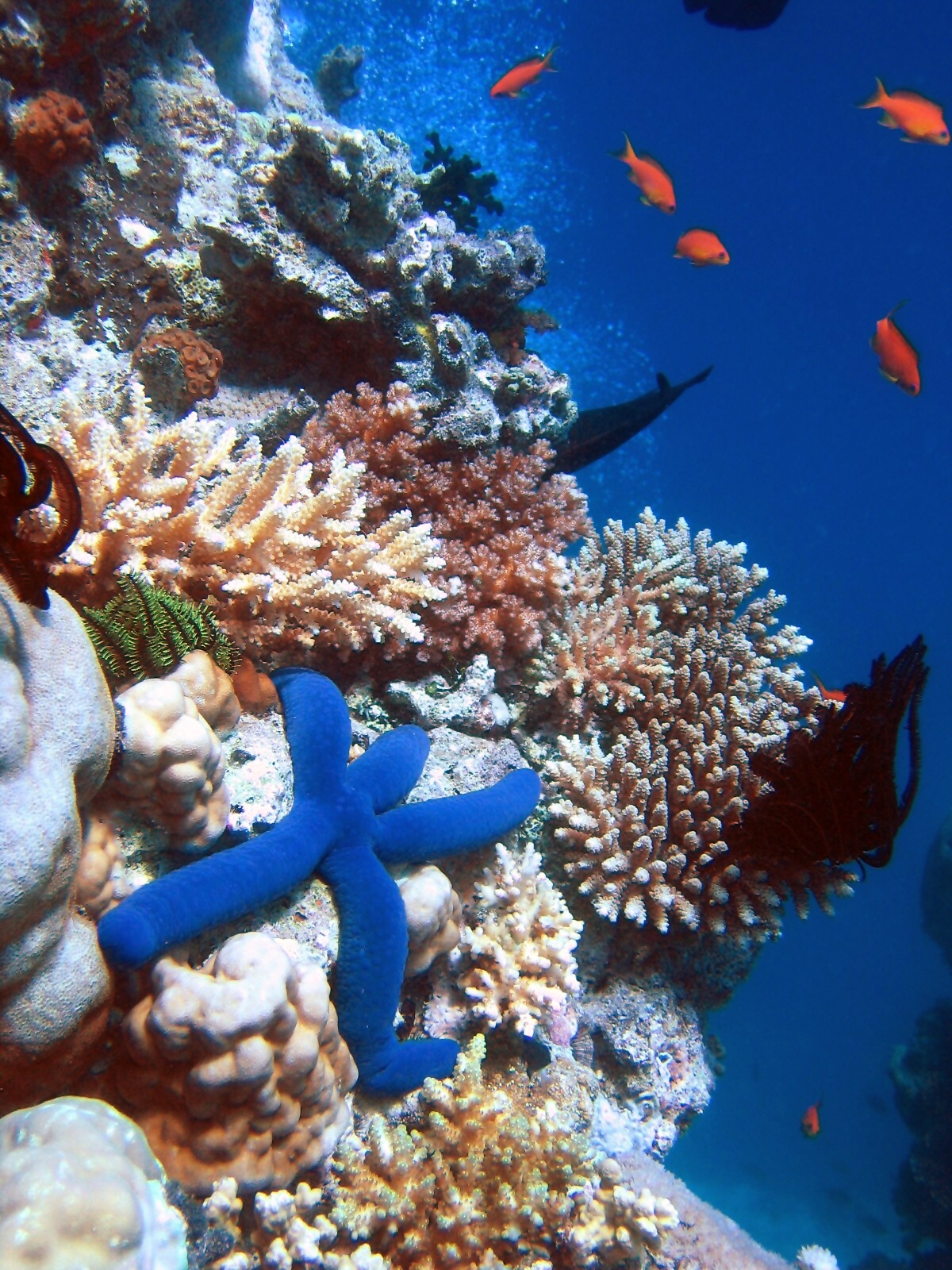
Geralmente os ecossistemas marinhos apresentam uma grande biodiversidade.

Ecossistema marinho é a denominação dada aos ecossistemas presentes nas regiões sob influência da água do mar, como oceanos e sua zona costeira. O conjunto dos ecossistemas marinhos é conhecido como talassociclo.  Diferentes áreas do oceano podem ser classificadas como diferentes tipos de ecossistemas marinhos. Um ecossistema é definido como "uma comunidade e as interações de seres vivos e não-vivos em uma área". Os ecossistemas marinhos têm organismos e características distintas que resultam da combinação única de fatores físicos que os criam. Os ecossistemas marinhos incluem: a planície abissal (áreas como corais do mar profundo, quedas de baleias e piscinas de salmoura), regiões polares como a Antártica e o Ártico, recifes de coral, o mar profundo (como a comunidade encontrada na coluna de água abissal), fontes hidrotermais, florestas de algas, manguezais, mar aberto, costas rochosas, pântanos salgados e lodaçais e praias arenosas.
Alguns ecossistemas marinhos são muito produtivos. As regiões próximas à costa, incluindo estuários, salinas e florestas de mangue, estão repletas de vida. Outros, como a planície abissal no fundo do oceano, contêm bolsões de vida que se afastam um do outro. Alguns ecossistemas marinhos, como o mar profundo, estão em constante escuridão onde a fotossíntese não pode ocorrer. Outros ecossistemas, como costões rochosos, passam por mudanças extremas de temperatura, disponibilidade de luz, níveis de oxigênio e outros fatores diariamente. Muitas partes do oceano permanecem inexploradas e ainda resta muito a aprender sobre os ecossistemas marinhos.

## Biótopo
Os ecossistemas marinhos são encontrados nos seguintes ecótopos:
- Calota polar
- Costões
- Estuários
- Fossas abissais
- Litoral
- Lagoa
- Plataforma continental
- Talude continental
- Zona bentônica
- Zona pelágica

### Alguns exemplos de ecossistemas marinhos

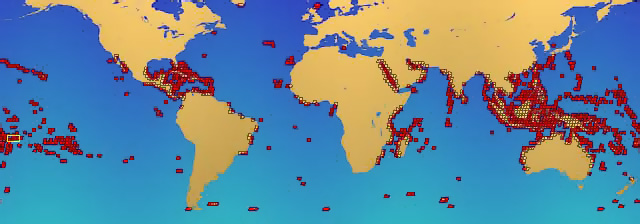
Localização dos recifes de coral

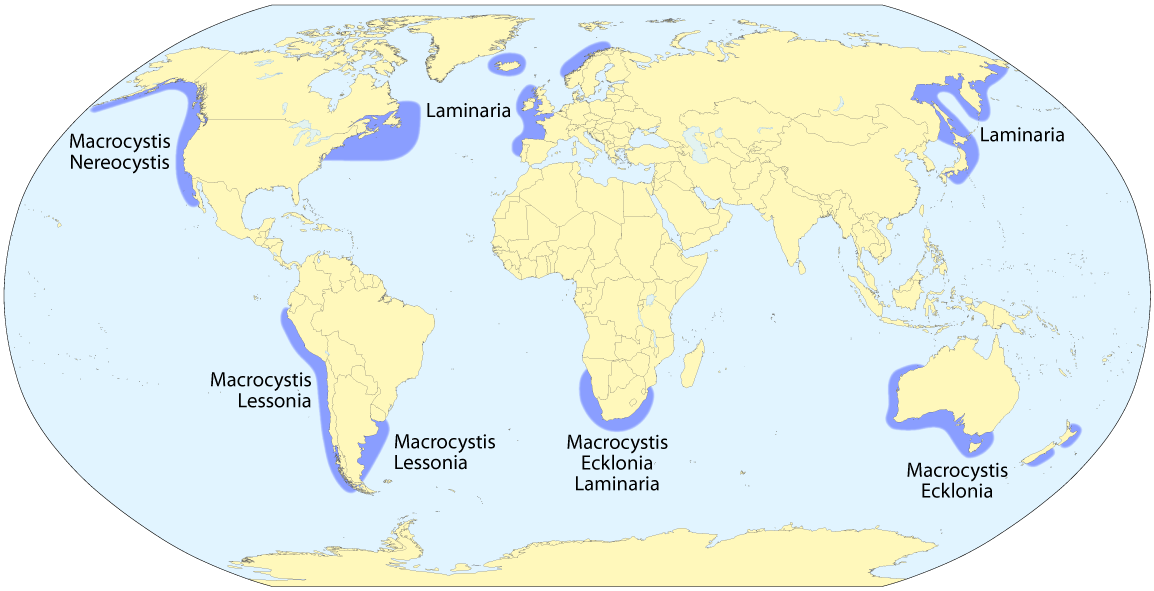
Distribuição das florestas de algas

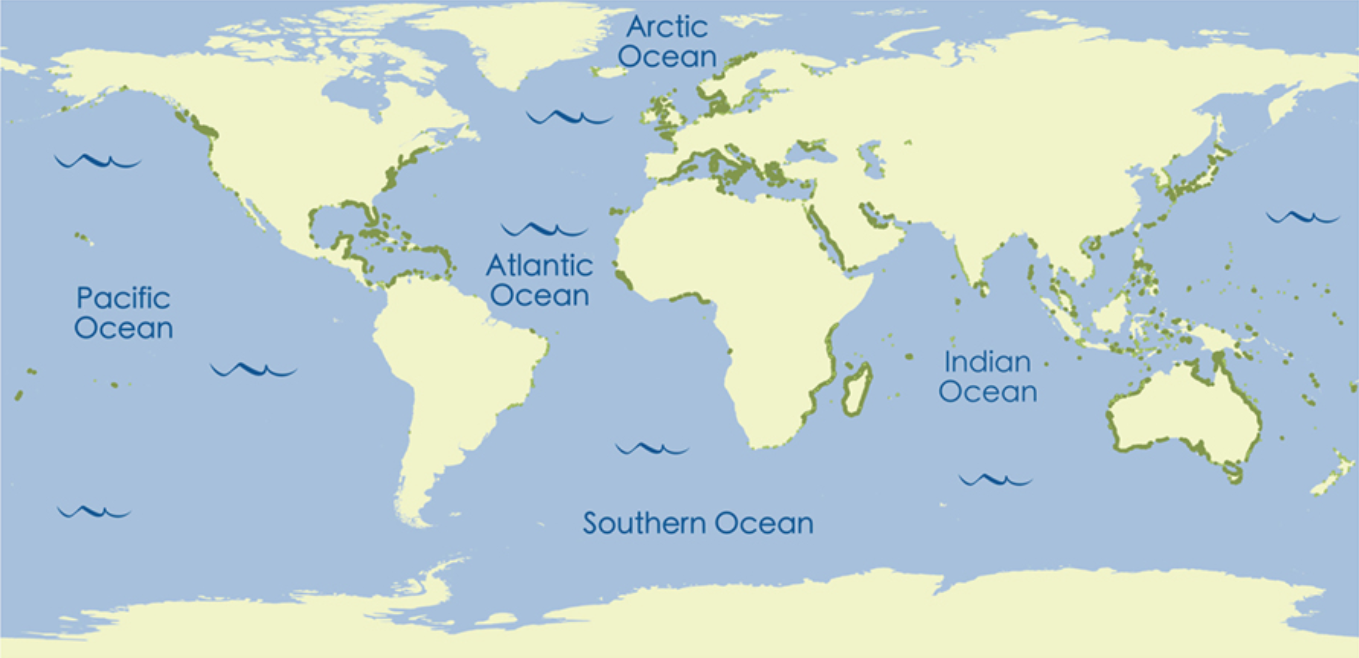
Distribuição global de prados marinhos.

- Mangue, mangal ou manguezal (embora este ecossistema possa igualmente ser considerado um ecossistema terrestre)
- Recife
- Prados marinhos
- Floresta de algas

## Fatores abióticos que condicionam os ecossistemas marinhos
Os principais fatores abióticos que atuam no meio marinho são:
- A pressão, que aumenta com a profundidade;
- A iluminação, que diminui rapidamente, tornando-se praticamente inexistente abaixo dos 100 m de profundidade (zona afótica);
- A temperatura, que diminui gradualmente com a profundidade, embora se verifique em determinadas condições uma descontinuidade térmica chamada termoclina, que atua como barreira para muitos seres vivos do nécton; e
- O oxigénio dissolvido na água, que depende da abundância de seres autótrofos nas regiões superficiais (zona eufótica) ou quimiótrofos, nas regiões abissais.

Nas regiões costeiras, e principalmente nos estuários, a variação na salinidade e o efeito das marés são outros importantes fatores que condicionam os seres vivos que aí habitam.

## Ameaça ambiental
A destruição do habitat ocorre quando as condições necessárias para a sobrevivência de plantas e animais são significativamente comprometidas ou eliminadas. A destruição de habitats é uma das cinco pressões ecológicas globais que afetam o oceano, juntamente com a pressão da pesca, as mudanças climáticas (incluindo a acidificação do oceano, a poluição da água e a introdução de espécies ou genótipos exóticos).
A maioria das áreas dos oceanos do mundo está sofrendo perda de habitat. Mas as áreas costeiras, com sua proximidade com os centros populacionais humanos, sofreram desproporcionalmente e principalmente devido ao estresse causado pelo homem. A perda de habitat aqui tem impactos de longo alcance na biodiversidade de todo o oceano. Essas áreas críticas, que incluem estuários, pântanos, pântanos e pântanos, servem como criadouros ou viveiros para quase todas as espécies marinhas.
Furacões e tufões, tempestades, tsunamis e similares podem causar perturbações maciças, embora geralmente temporárias, nos ciclos de vida de plantas e animais oceânicos. As atividades humanas, no entanto, são significativamente mais impactantes e persistentes. As zonas úmidas são dragadas e preenchidas para acomodar o desenvolvimento urbano, industrial e agrícola. Cidades, fábricas e fazendas criam resíduos, poluição e efluentes químicos e escoamentos que podem causar estragos em recifes, ervas marinhas, pássaros e peixes.  A maioria dos países teve a oportunidade de estocar animais e plantas marinhos. Países como Américas do Norte e do Sul, África do Sul, Brasil e continentes como a Europa, Ásia e muitos outros, fazem fronteira com as massas de água. Uma afirmação irrefutável é que as vidas marinhas são muito apreciadas. A principal razão para isso seria que eles adicionam a beleza de um país.

### Causas de perda e destruição de habitats marinhos[13][14]
- Mudanças climáticas e marítimas

Os cientistas explicam que, quando há maior concentração de dióxido de carbono no ar, a água absorve grande parte dele. A água é contaminada e o nível de calor na água aumenta além das expectativas de vida. Quando as temperaturas do oceano aumentam; existem outros impactos adversos associados que são experimentados no ambiente aquático.
- Calor relacionado às mudanças climáticas

O calor derrete as calotas polares e, como resultado, há um aumento resultante no nível do oceano. As calotas de gelo derretidas e as geleiras contaminam a água e isso ameaça a vida das plantas e animais aquáticos. O aumento da temperatura tem outro impacto negativo na aeração. Obviamente, limita a concentração ou a solubilidade do oxigênio na água.
- Poluição

Existem algumas atividades humanas que são responsáveis pelas mudanças nas condições ecológicas marinhas e isso pode significar alteração ou destruição e perda do habitat marinho. Isso pode acarretar poluição da água, poluição do ar e poluição do solo que intoxicam o meio ambiente e contaminam a água. A poluição térmica resultante das atividades industriais também destrói os hábitos marinhos. O resultado final é o esgotamento de espécies marinhas de animais e plantas.
- Pesca insustentável

É sempre importante que a atividade pesqueira possa apoiar as tentativas de conservação ambiental. Muita atividade pesqueira agressiva pode danificar o habitat marinho, pois leva à perda de muitos peixes e espécies aquáticas.
- Falta de proteção dos governos

Onde os governos falharam em reconhecer a importância de conservar o habitat natural, há maior probabilidade de que impactos negativos sejam causados. No caso dos habitats marinhos, quando não existem políticas que regulem o acesso a essas áreas, plantas e animais marinhos arcarão com o ônus de atos irresponsáveis.
- Impacto dos navios

Em muitos casos, os países contam com os meios de transporte de carga volumosa. Mas o efeito do processo nem sempre augura bem o bem-estar do habitat marinho. Portanto, o habitat marinho é destruído pelos derramamentos de óleo, entre outros perigos associados que envenenam a água.
- Eutrofização

A eutrofização pode ser entendida como o processo em que os fertilizantes da terra são lavados nas águas. Esses fertilizantes sempre contêm íons fosfato e nitrato e quando entram em contato com as águas; eles formam compostos básicos e ácidos, levando a um crescimento denso de florescência de algas, que por sua vez criam um ambiente intolerável que não pode suportar a vida aquática.
- Desenvolvimento de locais costeiros

Devido à existência de transporte aquaviário, muitos países desenvolvem um esforço conseqüente para desenvolver suas regiões costeiras. Mas, no processo, menos ou nenhuma concentração é dada à necessidade de conservar o habitat marinho natural e tudo o que ele contém.
Um estudo de 2020 descobriu que vários componentes dos ecossistemas marinhos podem ser reconstruídos se houver esforços para abordar as causas de seu declínio. Não é muito tarde para resgatar a vida marinha global. Segundo o estudo, se nos esforçarmos mais, os ecossistemas marinhos podem se recuperar dos danos até 2050.